# Анна Гіркова
Анна Гіркова (*11 березня 1926) — словацька і чехословацька політикиня Комуністичної партії Словаччини українського (русинського) походження, у 1960-х роках член Словацької національної ради і Палати націй Федеральних зборів на початку періоду нормалізації.

## Життєпис
У 1953–1962 роках вона значиться як перша директорка новоствореної початкової школи з українською мовою навчання в місті Гуменне. Працювала шкільним інспектором дитячих садків. У березні 2010 року місто Гуменне вітало її з 84-м днем народження, привітавши її з учительською працею протягом усього життя.
На виборах 1964 року була обрана членом Словацької національної ради. Після федералізації Чехословаччини вона також засідала в Палаті націй Федеральних зборів. Вона отримала додатковий мандат лише в травні 1970 року. На цю посаду її висунула Словацька національна рада. Вона залишалася у федеральному парламенті до кінця свого терміну, тобто до виборів 1971 року.

### Зовнішні посилання
- (чеськ.) Анна Гіркова в парламенті